# Nietupa-Kolonia
Nietupa-Kolonia – kolonia w Polsce położona w województwie podlaskim, w powiecie sokólskim, w gminie Krynki.
W latach 1975–1998 miejscowość administracyjnie należała do województwa białostockiego.
Wierni kościoła rzymskokatolickiego należą do parafii św. Anny w Krynkach.